# Elia Kaiyamo
Elia George Kaiyamo (* 10. Januar 1951 in Ondobe, Südwestafrika) ist ein namibischer Politiker der SWAPO und Diplomat.

## Kindheit und Bildungsweg
Kaiyamo hält seit 1989 einen Bachelor of Arts in Bildungswissenschaften der Universität Kapstadt in Südafrika. Er erhielt anschließend 1992 einen weiteren B. A. der University of Namibia. Zwei Jahre später machte Kaiyamo seinen Master of Arts in internationaler Zusammenarbeit an der California Miramar University in den Vereinigten Staaten.

## Beruflicher Werdegang
Kaiyamo arbeitete zwischen 1976 und 1987 an verschiedenen Schulen in Windhoek-Katutura als Lehrer. Zu dieser Zeit war er bereits sehr aktiv bei der SWAPO. Ab 1991 arbeitete Kaiyamo im unabhängigen Namibia beim Außenministerium. Diese Arbeit brachte ihn an verschiedene Botschaften, darunter an die namibische Botschaft in Berlin.
Von 2000 bis 2010 war Kaiyamo Abgeordneter der Nationalversammlung. Ab 2010 war er Vizeminister im Innenministerium im Kabinett Pohamba II. 2016 wurde Kaiyamo von Staatspräsident Hage Geingob zum Botschafter in der Volksrepublik China ernannt.